# Morte sospetta di una minorenne
Morte sospetta di una minorenne è un film del 1975 diretto da Sergio Martino.
Il titolo originale del film era Milano violenta, in seguito utilizzato da Mario Caiano per il suo film del 1976.

## Trama
Milano. Una ragazza di nome Marisa viene assassinata. Sul caso indaga il commissario Germi, che aveva conosciuto per caso la ragazza poco prima della morte. Nonostante i suoi metodi violenti e fuori norma, Paolo Germi riuscirà a capire la verità che si nasconde dietro l'omicidio: verrà a galla un traffico di minori che lo stesso poliziotto dovrà fronteggiare.

## Produzione
Il film è girato a Milano ed in particolare nel centro direzionale di Milano. Vi è una scena di una sparatoria mentre il protagonista è sulle montagne russe del Luna Park delle "Varesine", nato dopo lo smantellamento della stazione di Milano Porta Nuova (1931) ed esistente fino agli anni '90, poi smantellato per lasciare spazio al nuovo insediamento urbano del progetto Porta Nuova.

## Distribuzione
Distribuito nei cinema italiani il 12 agosto 1975, il film ha incassato complessivamente 507.396.250 lire dell'epoca.